# Craig Foster
Craig Andrew Foster (Lismore, 15 de abril de 1969) é um ex-futebolista profissional australiano, que atuava como meia.

## Carreira
Craig Foster se profissionalizou no Sydney United.

## Seleção
Craig Foster integrou a Seleção Australiana de Futebol na Copa das Confederações de 1997.

## Títulos
Austrália
- Copa das Nações da OFC: 1996 e 2000
- Copa das Confederações: Vice - 1997